# Mariki (ljudstvo)
Mariki (latinsko Marici) so bili keltsko-ligursko pleme, ki je v železni dobi prebivalo v okolici sedanje Pavie v Lombardiji v severni Italiji.

## Ime
Etnično ime Mariki bi se lahko prevedlo v 'veliki'. Ime je sestavljeno iz galskega korena maros, ki pomeni visok. Po mnenju Patrizie de Bernardo Stempel takšna jezikovno keltska plemenska imena kažejo, da je keltsko-ligursko narečje igralo pomembno vlogo med jeziki, ki so jih govorili staroveški Liguri.

## Geografija
Mariki so živeli okoli sodobne Pavie južno od Levijev, zahodno od Ladatinov in severno od Anamarov.

## Zgodovina
Plinij starejši jih v tretji knjigi svoje Naturalis historiae skupaj z Levi omenja kot soustanovitelje Ticinuma, sedanje Pavie:
... Ligurum, ex quibus Laevi et Marici condidere Ticinum non procul a Pado.
... Liguri, od katerih so Levi in Mariki ustanovili Pavijo nedaleč od reke Pad.
- Plinij starejši, Naturalis historia (III, 124)
Drugi antični avtorji Marikov ne omenjajo.

## Vira
- de Bernardo Stempel, Patrizia (2006). »From Ligury to Spain: Unaccented *yo > (y)e in Narbonensic votives ('gaulish' DEKANTEM), Hispanic coins ('iberian' -(sk)en) and some theonyms«. Palaeohispanica. 6: 45–58. ISSN 1578-5386.
- Talbert, Richard J. A. (2000). Barrington Atlas of the Greek and Roman World. Princeton University Press. ISBN 978-0691031699.